# 威廉·B·班克黑德国家森林
威廉·B·班克黑德国家森林（英語：William B. Bankhead National Forest）是亚拉巴马州的四座美国国家森林之一，占地面积181,230英畝（733平方），内有亚拉巴马州境内唯一一条国家荒野和风景河流——锡普西支流。它位于亚拉巴马州东北部，环绕双泉镇。森林得名于威廉·B·班克黑德，美国众议院亚拉巴马州的常年成员。和亚拉巴马州的其他三座国家森林一样，威廉·B·班克黑德森林的行政中心位于蒙哥马利。
森林被称为“千瀑之地”（land of a thousand waterfalls），吸引游客前来徒步旅行、骑马、打猎、划艇、钓鱼、游泳、独木舟等。森林内有锡普西莽原，生态资源丰富，也有不少湍急的溪流、石灰岩断崖、瀑布等。森林内还有美國原住民遗留下来的痕迹，是美国南部岩刻、史前绘画的重要遗迹。

## 沿革
森林1918年1月15日建立，当时名为“亚拉巴马国家森林”（Alabama National Forest），面积66,008英畝（267.12平方）。1936年6月19日，森林被重命名为“黑沃里尔国家森林”（Black Warrior National Forest），又在1942年6月6日更名为现如今的威廉·B·班克黑德国家森林。